# Campeonato Sub-20 de la OFC 1994
El Campeonato Sub-20 de la OFC 1994 se llevó a cabo en Suva, Fiyi del 24 de septiembre al 3 de octubre y contó con la participación de 8 selecciones juveniles de Oceanía.
Australia venció en la final a Nueva Zelanda para ganar el torneo por séptima ocasión.

## Participantes
| - Australia - Fiyi (anfitrión) - Nueva Zelanda - Papúa Nueva Guinea | - Samoa - Islas Salomón - Tahití - Vanuatu |

## Fase de grupos

### Grupo A
| País          | J | G | E | P | GF | GC | GD  | Pts |
| ------------- | - | - | - | - | -- | -- | --- | --- |
| Australia     | 3 | 3 | 0 | 0 | 17 | 0  | +17 | 9   |
| Islas Salomón | 3 | 2 | 0 | 1 | 5  | 7  | –2  | 6   |
| Tahití        | 3 | 1 | 0 | 2 | 2  | 7  | –5  | 3   |
| Fiyi          | 3 | 0 | 0 | 3 | 1  | 11 | –10 | 0   |

| 24 de septiembre | Tahití        | 0-5 | Australia     |
|                  | Fiyi          | 1–3 | Islas Salomón |
| 26 de septiembre | Australia     | 5–0 | Islas Salomón |
|                  | Fiyi          | 0–1 | Tahití        |
| 28 de septiembre | Australia     | 7–0 | Fiyi          |
|                  | Islas Salomón | 2–1 | Tahití        |

### Grupo B
| País               | J | G | E | P | GF | GC | GD  | Pts |
| ------------------ | - | - | - | - | -- | -- | --- | --- |
| Nueva Zelanda      | 3 | 3 | 0 | 0 | 11 | 1  | +10 | 9   |
| Vanuatu            | 3 | 2 | 0 | 1 | 6  | 6  | 0   | 6   |
| Samoa              | 3 | 1 | 0 | 2 | 2  | 6  | –4  | 3   |
| Papúa Nueva Guinea | 3 | 0 | 0 | 3 | 0  | 6  | –6  | 0   |

| 24 de septiembre | Nueva Zelanda      | 6–1 | Vanuatu            |
|                  | Samoa              | 2–0 | Papúa Nueva Guinea |
| 26 de septiembre | Nueva Zelanda      | 3–0 | Samoa              |
|                  | Vanuatu            | 2–0 | Papúa Nueva Guinea |
| 28 de septiembre | Papúa Nueva Guinea | 0-2 | Nueva Zelanda      |
|                  | Samoa              | 0–3 | Vanuatu            |

## Fase final

### Semifinales
| Equipo 1      | Resultado | Equipo 2      |
| ------------- | --------- | ------------- |
| Australia     | 11-0      | Vanuatu       |
| Nueva Zelanda | 1-0       | Islas Salomón |

### Tercer lugar
| Equipo 1 | Resultado   | Equipo 2      |
| -------- | ----------- | ------------- |
| Vanuatu  | 0-0 (2-4 p) | Islas Salomón |

### Final
| Equipo 1  | Resultado | Equipo 2      |
| --------- | --------- | ------------- |
| Australia | 1-0       | Nueva Zelanda |

## Campeón
| Campeonato Sub-20 de la OFC 1994 |
| -------------------------------- |
| Bandera de Australia             |
| Australia 7º Título              |

## Clasificados al Mundial Sub-20
Australia